# José María Flores (gobernador)
El General José María Flores (1818 - 1866), militar en el Ejército Mexicano, gobernador y Comandante General de Alta California de 1846 a 1847 cuando se produce la Intervención estadounidense en México. Derrotado por el ejército norteamericano en la batalla de la Mesa el 9 de enero de 1847, abandonó California en dirección a Sonora al día siguiente. Tres días después se firmaría el tratado de Cahuenga, que pondría fin a la resistencia Mexicana en la región.
- Datos: Q9014396